# Hoja de universo
En teoría de cuerdas, una hoja de universo es una variedad bidimensional que describe la inmersión de una cuerda en el espacio-tiempo. El término fue acuñado por Leonard Susskind alrededor 1967 como generalización directa del concepto de línea de universo para una partícula puntual en relatividad especial y general.
El tipo de cuerda, la geometría del espacio-tiempo en el que se propaga, y la presencia de campos de largo alcance (como campos gauge) están codificados en una teoría conforme de campos definida en la hoja de universo. Por ejemplo, la cuerda bosónica en un espacio de Minkowski de 26 dimensiones tiene una teoría de campo conforme en la hoja de universo que consta de 26 campos escalares libres. Por su parte, la hoja de universo de una teoría de supercuerdas en 10 dimensiones consta de 10 campos escalares libres y sus supercompañeros fermiónicos.
Las hojas de universo son superficies bidimensionales, así que hacen falta dos parámetros para especificar un punto en una hoja de universo. En teoría de cuerdas se utilizan los símbolos {\displaystyle \tau } y {\displaystyle \sigma } para estos parámetros. {\displaystyle \tau } es la coordenada en la dirección temporal y {\displaystyle \sigma } la dirección espacial. El rango de {\displaystyle \tau } va desde {\displaystyle -\infty } hasta {\displaystyle +\infty }, mientras que la coordenada {\displaystyle \sigma } tiene un rango finito, que normalmente se toma entre 0 y {\displaystyle \pi }. 
Describimos una cuerda mediante funciones que llevan una posición en el espacio de parámetros {\displaystyle (\tau ,\sigma )} a un punto en el espacio-tiempo. Para cada valor de {\displaystyle \tau } y {\displaystyle \sigma }, estas funciones especifican un vector del espacio-tiempo único:
{\displaystyle X(\tau ,\sigma )=(X^{0}(\tau ,\sigma ),X^{1}(\tau ,\sigma ),X^{2}(\tau ,\sigma ),\ldots ,X^{d}(\tau ,\sigma )).}
Las funciones  {\displaystyle X^{\mu }(\tau ,\sigma )} determinan la forma que toma la hoja de universo.Observadores inerciales diferentes discreparan en las coordenadas que le asignarán a un punto de la hoja de universo, pero estarán de acuerdo en el área propia de la hoja de universo. El área propia de la hoja de universo es la base para la construcción de la acción de Nambu-Goto que describe la dinámica de la cuerda.
Sea {\displaystyle \eta _{\mu \nu }} la métrica en el espaciotiempo de {\displaystyle (d+1)} dimensiones. Entonces,
{\displaystyle g_{ab}=\eta _{\mu \nu }{\frac {\partial X^{\mu }}{\partial y^{a}}}{\frac {\partial X^{\nu }}{\partial y^{b}}}\ }
es la métrica inducida en la hoja de universo, donde {\displaystyle a,b=0,1} y {\displaystyle y^{0}=\tau ,y^{1}=\sigma }.